# 장앙투안 베르디에
장앙투안 베르디에(Jean-Antoine Verdier, 1767년 5월 2일 - 1839년)은 프랑스 혁명 전쟁과 나폴레옹 전쟁 시기의 프랑스 장군이다.

## 생애
툴루즈에서 태어난 베르디에는 1785년 2월 18일 연대에 입대했다. 1792년 동부 피레네 군에 있던 오주로의 부관(Aide-de-camp)을 맡았다.
1793년 스페인과의 전쟁에서 1개 라이플 대대만으로 4,000명의 스페인 병사 및 80문의 대포로 수비하는 피게레스(Figueres)의 외벽의 보루(Redoubt)를 공략해 고급부관(Adjutant-General)으로 승진했다. 1795년 준장으로 승진해 3개 척탄병대대의 지휘관이 되었고, 다음해 이탈리아에서 메드라노(Medolano) 요새를 공략했다. 그는 카스틸리오네 전투에서 여단장이 되었고, 아르콜 다리 전투에서 부상을 입었으나, 제1차 대프랑스 동맹의 붕괴때까지 전투를 지속했다.
이집트에서 베르디에는 피라미드 전투 당시 클레베르 사단휘하 여단을 지휘했다. 아크레 공성전에서 베르디에는 적의 총검돌격에 의해 부상을 입었다. 1799년 11월 1일 겨우 1,000명의 베르디에 병력은 다미에타에 접근했던 8,000명의 예니체리를 격파해, 사상자 2,000명, 800명의 포로와 10문의 대포, 32개의 군기를 획득했다. 클레베르는 명예의 사벨(Sabre of Honour)을 수여하고, 베르디에는 사단장(General of Division)으로 승진했다.
이집트 철수 전 프랑스로 소환된 베르디에는 1801년부터 1806년까지 이탈리아와 오스트리아의 전선에서 활약했다. 1807년 6월 10일 하일스베르크 전투에 참가해 많은 포로를 잡았다. 그의 사단은 또한 프리틀란트 전투에서도 뛰어난 활약을 보였다.
스페인에서 베르디에는 로그로뇨 전투와 제1차 사라고사 공성전에 참가했지만 양쪽 모두 바일렌(Bailén)에서 프랑스가 패배함에 따라 단념하게 되었다. 나폴레옹은 1808년 3월 19일 베르디에에게 백작의 칭호를 하사했다. 다음해 베르디에는 헤로나(Gerona) 및 기타 몇 개의 도시를 점령했다.
러시아 전역에서 베르디에는 다시 유명해졌고, 폴로프크(Polotsk)에서 중상을 입었다.
1813년과 1814년 베르디에는 외젠 드 보아르네 휘하의 프랑스-이탈리아 군단을 지휘했다. 아카(Aca)의 전투에서 머스캣 총알에 의해 허벅다리를 관통당하는 부상을 입었으나 부관의 도움을 얻어 그의 위치로 복귀할 수 있었다. 1814년 2월 8일 민치오 강 전투(Battle of the Mincio River)에서 베르디에는 수적으로 매우 우세한 오스트리아군을 상대로 용감하게 버텨 마침내 역습을 가해 격퇴했다.
루이 18세의 제1차 왕정복고 때 베르디에는 퇴역했지만 생루이 십자가을 수여받았다. 또한 1815년 1월 17일 레지옹 도뇌르 훈장 그랑크루아를 수여받았다. 나폴레옹에게 철 왕관 훈장(Order of the Iron Crown)의 사령관에 서임되었다.
백일천하때 나폴레옹에 의해 프랑스의 귀족(Peerage of France)이 되었고, 제8군사지구(마르세유)의 사령관에 임명되었다. 워털루 전투 후 혼란에서 그는 약탈로부터 툴롱을 보호했다.
1817년 8월 1일의 조례는 베르디에에게 다시 은퇴를 강요했으나, 1830년 과거의 공적에 의해 짧은 기간 복귀했으나 곧 영구히 은퇴했다. 전장에서 베르디에의 아내는 언제나 남편과 함께 있었기 때문에 극찬받은 것으로 유명하다.